# Iwan z Klecia
Iwan z Klecia herbu Korczak, (ur. ok. 1340) – rycerz i właściciel dóbr Klecie oraz Kraśnik.
Był synem Piotra z Klecia, a bratem Dymitra z Goraja (zwanego także Dymitrem z Klecia), któremu 26 lipca 1377 król Ludwik Węgierski nadał zamek Goraj oraz szereg wsi leżących w okolicach Turobina.